# По (река)
По (итал. Po, лат. Padus; Eridanus) је најдужа италијанска река укупне дужина тока од 652 km. Извире испод Котијских Алпа у региону Пијемонта. Од изворишта тече ка истоку паралелно са 45. паралелом према Јадранском мору у које се улива делтастим ушћем у близини града Венеције. Укупна површина слива износи 74.000 km², а од тога чак 70.000 km² је на територији Италије. 
Протиче кроз многе важне италијанске градове попут Торина, Пјаченце и Фераре, а са Миланом је повезан мрежом канала међу чијим пројектантима је био и Леонардо да Винчи. Због честих поплава у прошлости, у готово свим нижим деловима њеног тока изграђени су бројни насипи. 